# Wereldkampioenschappen turnen 2014
De wereldkampioenschappen turnen 2014 werden van 3 tot en met 12 oktober 2014 gehouden in het Guangxi Gymnasium in Nanning, China.

## Programma
| Q | Kwalificaties | Goud | Finale |

### Mannen
| Onderdeel       | Oktober | Oktober | Oktober | Oktober | Oktober | Oktober | Oktober | Oktober | Oktober | Oktober |
| Onderdeel       | 3       | 4       | 5       | 6       | 7       | 8       | 9       | 10      | 11      | 12      |
| --------------- | ------- | ------- | ------- | ------- | ------- | ------- | ------- | ------- | ------- | ------- |
| Kwalificaties   | Q0      | Q0      |         |         |         |         |         |         |         |         |
| Team            |         |         |         |         | 0       |         |         |         |         |         |
| Meerkamp        |         |         |         |         |         |         | 0       |         |         |         |
| Paard (voltige) |         |         |         |         |         |         |         |         | 0       |         |
| Ringen          |         |         |         |         |         |         |         |         | 0       |         |
| Vloer           |         |         |         |         |         |         |         |         | 0       |         |
| Brug            |         |         |         |         |         |         |         |         |         | 0       |
| Rekstok         |         |         |         |         |         |         |         |         |         | 0       |
| Sprong          |         |         |         |         |         |         |         |         |         | 0       |
| Totaal          |         |         |         |         | 1       |         | 1       |         | 3       | 3       |

### Vrouwen
| Onderdeel     | Oktober | Oktober | Oktober | Oktober | Oktober | Oktober | Oktober | Oktober | Oktober | Oktober |
| Onderdeel     | 3       | 4       | 5       | 6       | 7       | 8       | 9       | 10      | 11      | 12      |
| ------------- | ------- | ------- | ------- | ------- | ------- | ------- | ------- | ------- | ------- | ------- |
| Kwalificatie  |         |         | Q0      | Q0      |         |         |         |         |         |         |
| Team          |         |         |         |         |         | 0       |         |         |         |         |
| Meerkamp      |         |         |         |         |         |         |         | 0       |         |         |
| Brug ongelijk |         |         |         |         |         |         |         |         | 0       |         |
| Sprong        |         |         |         |         |         |         |         |         | 0       |         |
| Balk          |         |         |         |         |         |         |         |         |         | 0       |
| Vloer         |         |         |         |         |         |         |         |         |         | 0       |
| Totaal        |         |         |         |         |         | 1       |         | 1       | 2       | 2       |

## Medailles

### Mannen
| Onderdeel       | Goud            | Goud                                                              | Zilver          | Zilver                                                                              | Brons           | Brons                                                                                   |
| Landenwedstrijd | Landenwedstrijd | Landenwedstrijd                                                   | Landenwedstrijd | Landenwedstrijd                                                                     | Landenwedstrijd | Landenwedstrijd                                                                         |
| --------------- | --------------- | ----------------------------------------------------------------- | --------------- | ----------------------------------------------------------------------------------- | --------------- | --------------------------------------------------------------------------------------- |
| Meerkamp        | CHN             | Cheng Ran Deng Shudi Lin Chaopan Liu Yang You Hao Zhang Chenglong | JPN             | Kohei Kameyama Ryōhei Katō Shogo Nomomura Kenzō Shirai Yusuke Tanaka Kohei Uchimura | USA             | Jacob Dalton Danell Leyva Sam Mikulak Alexander Naddour John Orozco Donnell Whittenburg |
| Individueel     |                 |                                                                   |                 |                                                                                     |                 |                                                                                         |
| Meerkamp        | JPN             | Kohei Uchimura                                                    | GBR             | Max Whitlock                                                                        | JPN             | Yusuke Tanaka                                                                           |
| Brug            | UKR             | Oleg Vernjajev                                                    | USA             | Danell Leyva                                                                        | JPN             | Ryōhei Katō                                                                             |
| Paard (voltige) | HUN             | Krisztián Berki                                                   | CRO             | Filip Ude                                                                           | FRA             | Cyril Tommasone                                                                         |
| Rekstok         | NED             | Epke Zonderland                                                   | JPN             | Kohei Uchimura                                                                      | CRO             | Marijo Moznik                                                                           |
| Ringen          | CHN             | Liu Yang                                                          | BRA             | Arthur Zanetti                                                                      | CHN             | You Hao                                                                                 |
| Ringen          | CHN             | Liu Yang                                                          | BRA             | Arthur Zanetti                                                                      | RUS             | Denis Abljazin                                                                          |
| Sprong          | PRK             | Ri Se-gwang                                                       | UKR             | Igor Radivilov                                                                      | USA             | Jacob Dalton                                                                            |
| Vloer           | RUS             | Denis Abljazin                                                    | JPN             | Kenzō Shirai                                                                        | BRA             | Diego Hypolito                                                                          |

### Vrouwen
| Onderdeel       | Goud            | Goud                                                                                 | Zilver          | Zilver                                                                | Brons           | Brons |
| Landenwedstrijd | Landenwedstrijd | Landenwedstrijd                                                                      | Landenwedstrijd | Landenwedstrijd                                                       | Landenwedstrijd | Landenwedstrijd                                                                                           |
| --------------- | --------------- | ------------------------------------------------------------------------------------ | --------------- | --------------------------------------------------------------------- | --------------- | --- |
| Meerkamp        | USA             | Kyla Ross Simone Biles Mykayla Skinner Alyssa Baumann Madison Kocian Ashton Locklear | CHN             | Yao Jinnan Chen Siyi Shang Chunsong Huang Huidan Bai Yawen Tan Jiaxin | RUS             | Alja Moestafina Tatjana Nabjeva Jekaterina Kramarenko Alla Sosnitskaja Darja Spiridonova Maria Charenkova |
| Individueel     |                 |                                                                                      |                 |                                                                       |                 | |
| Meerkamp        | USA             | Simone Biles                                                                         | ROU             | Larisa Iordache                                                       | USA             | Kyla Ross                                                                                                 |
| Balk            | USA             | Simone Biles                                                                         | CHN             | Bai Yawen                                                             | RUS             | Alja Moestafina                                                                                           |
| Brug ongelijk   | CHN             | Yao Jinnan                                                                           | CHN             | Huang Huidan                                                          | RUS             | Darja Spiridonova                                                                                         |
| Sprong          | PRK             | Hong Un-jong                                                                         | USA             | Simone Biles                                                          | USA             | Mykayla Skinner                                                                                           |
| Vloer           | USA             | Simone Biles                                                                         | ROU             | Larisa Iordache                                                       | RUS             | Alja Moestafina                                                                                           |

### Medaillespiegel
| Plaats | Land                | Goud | Zilver | Brons | Totaal |
| 1      | Verenigde Staten    | 4    | 2      | 4     | 10     |
| 2      | China               | 3    | 3      | 1     | 7      |
| 3      | Noord-Korea         | 2    | 0      | 0     | 2      |
| 4      | Japan               | 1    | 3      | 2     | 6      |
| 5      | Oekraïne            | 1    | 1      | 0     | 2      |
| 6      | Rusland             | 1    | 0      | 5     | 6      |
| 7      | Hongarije           | 1    | 0      | 0     | 1      |
| 7      | Nederland           | 1    | 0      | 0     | 1      |
| 9      | Roemenië            | 0    | 2      | 0     | 2      |
| 10     | Brazilië            | 0    | 1      | 1     | 2      |
| 10     | Kroatië             | 0    | 1      | 1     | 2      |
| 12     | Verenigd Koninkrijk | 0    | 1      | 0     | 1      |
| 13     | Frankrijk           | 0    | 0      | 1     | 1      |
| Totaal | Totaal              | 14   | 14     | 15    | 43     |